# Albacete (provins)
Albacete är en provins i den autonoma regionen Kastilien-La Mancha i sydöstra Spanien. Provinsen har en area på 14 858 km² och ett invånarantal på 400 007 invånare (2013).  Provinshuvudstaden är Albacete.
Albacete gränsar till provinsen Cuenca i norr, Valencia och  Alicante i öster, Murcia och Granada i söder och Ciudad Real och Jaén i väster.
Den ligger i det sydöstliga hörnet av den stora platån Meseta Central och med undantag av fjällområdena i sydöstra delen av  Sierra Segura är det ett förhållandevis platt landskap i provinsen. Den högsta fjälltoppen är 1790 meter höga Sierra de Alcaraz. Floderna Júcar och Segura rinner båda genom provinsen.